# الرصاص (قذيفة)

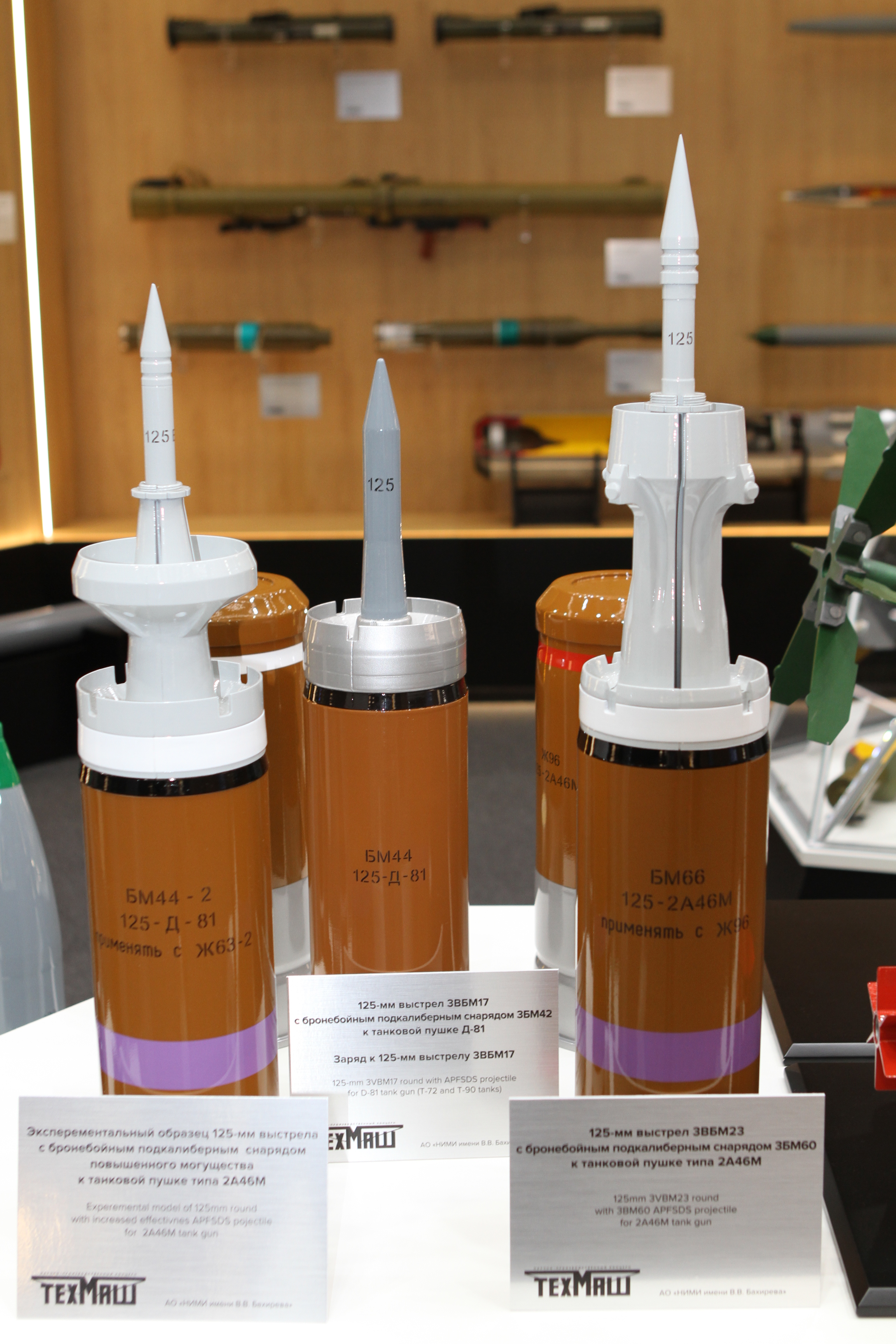
ZBM60 "الرصاص -2" على اليمين. ZBM42 "مانجو" في الوسط

"الرصاص" هو مقذوف سوفيتي خارق للدروع مصقول من دون عيار (BOPS) ذو تأثير حركي من عيار 125 ملم. بدأ تطوير المقذوف في عام 1985 في اتحاد الجمهوريات الاشتراكية السوفياتية. مؤشر GRAU المخصص للجزء النشط من المقذوف هو 3BM46، ومؤشر المقذوف نفسه هو 3BM48. تم وضع نظام BOPS في الخدمة في عام 1991.

## تصميم
تفرض اللوادر الآلية للدبابات السوفيتية القياسية قيوداً كبيرة على طول المقذوفات، لذا فإن الرصاص OBPS هو عملياً الحد الأقصى لطول المقذوف المسموح باستخدامه في دبابات القتال السوفيتية الرئيسية دون ترقية اللودر التلقائي. طول الجزء النشط من المقذوف 63.5 سم. يتكون اللب من سبيكة تعتمد على اليورانيوم المستنفد ولها استطالة عالية، مما يزيد من تغلغلها، ويقلل أيضاً من تأثير الحماية الديناميكية حيث أنه كلما طالت القذيفة، قل تفاعلها مع الحواجز السلبية والنشطة عند نقطة معينة. تم إدخال مثبتات ذات عيار ثانوي ، مما يحسن دقة المقذوف، كما يتم استخدام جهاز رائد مركب جديد مع منطقتي تلامس. كان الرصاص OBPS أقوى مقذوف سوفيتي لمدافع دبابات 125 ملم. يبلغ متوسط تغلغل الدروع على صفيحة فولاذية متجانسة من 2 كم بطول عادي 600 مم.

## الروابط
- http://www.russianarmor.info/Tanks/ARM/apfsds/ammo_r.html